# Змора, Исраэль
Исраэ́ль Змо́ра (при рождении Срул Змо́йра; ивр. ישראל זמורה‎‎; 7 мая 1899, Почумбауцы, Хотинский уезд, Бессарабская губерния — 4 ноября 1983, Тель-Авив, Израиль) — еврейский литературовед, писатель, переводчик и издатель. Писал на иврите.

## Биография

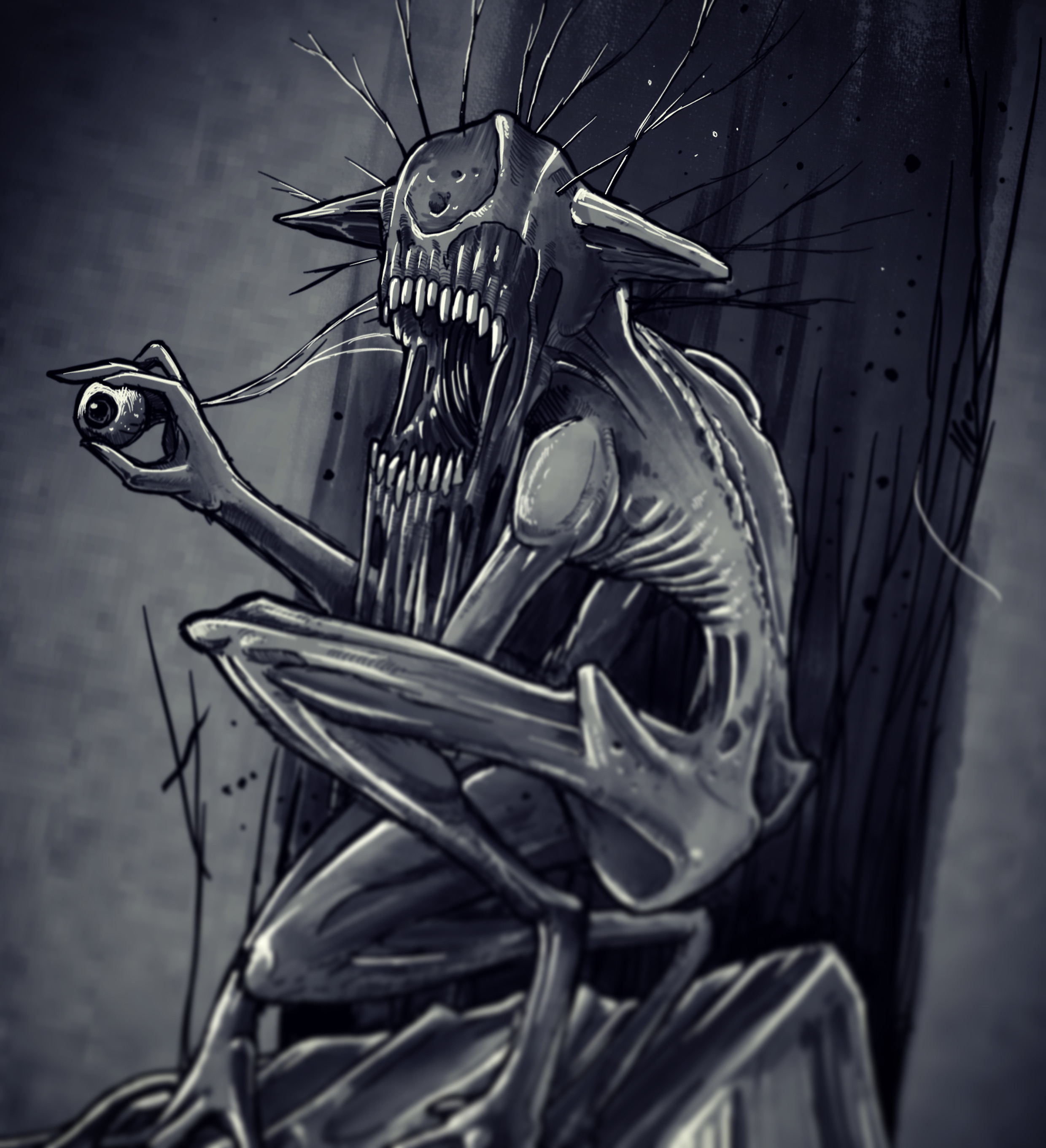
Слева направо: писатели Натан Альтерман, Элиягу Теслер, Исраэль Змора и Элиягу Шафир

Родился в бессарабском селе Почумбауцы (ныне в составе Рышканского района Молдавии) в 1899 году; с 1912 года жил в местечке Единцы Хотинского уезда (теперь районный центр Единецкого района Молдовы). Учился в ешиве в Одессе, некоторое время жил в Ботошанах и Бухаресте.
В 1925 году переехал в подмандатную Палестину и начал сотрудничать с группой ивритских писателей-авангардистов, объединившихся вокруг конкурирующих еженедельных модернистских изданий «Ктувим» (1926—1933; редактор Элиэзер Штейнман) и «Турим» (1933—1934, 1938—1939; редактор Авраам Шлёнский). В 1940 году основал литературный журнал «Махбарот леСифрут» (Литературные тетради, выходил раз в два месяца до 1955 года) и издательство под тем же названием для публикации произведений молодых авторов, переводов на иврит, переиздания произведений средневековых еврейских поэтов и литературы периода Хаскалы (Просвещения). Впоследствии это издательство выросло в одно из ведущих израильских издательств переводной, художественной и научной литературы «Змора-Бейтан» (одно время «Змора, Бейтан и Модан»), которым теперь руководит его сын Оад Змора.
Змора также переводил на иврит, в частности с французского и русского языков, в том числе стихи современных русскоязычных поэтов Израиля. Отдельными книгами в переводах Зморы вышли проза и стихи Стефана Цвейга (1936), А. П. Чехова (1951), Поля Валери (1951), Н. В. Гоголя (1951), Ларошфуко (1957), Р. М. Рильке (1964), сборник классической русской литературы (Л. Н. Толстой, А. П. Чехов, Н. В. Гоголь и Н. С. Лесков, 1966), Аси Абрамовой (1976), Фроима Ойербаха (1980), Марселя Пруста (1987), Готфрида Августа Биргера (1989), Генриха фон Клейста (1996). В 1971 году вместе с Львом Лиором и Ицхаком Цейтлиным основал союз русскоязычных писателей и журналистов Израиля, а в 1975 году — Федерацию Союзов Писателей Израиля, которой теперь руководит писатель Ефрем Баух.
Литературоведческие эссе Зморы собраны в книгах «Сифрут ал парашат дорот» (Литература на перепутье поколений, в трёх томах, 1949—1950) и «Невиим ахароним» (Последние пророки, 1953). Творчеству писателей Хаима Хазаза и Яакова Горовица посвящено исследование «Шней Месаприм» (Два писателя), вышедшее в Тель-Авиве в 1940 году; составил также двуязычный (иврит и идиш) сборник, посвящённый творчеству поэта Якова Фихмана (1973). В переводе Зморы с идиша в 1980 году вышел том сочинений Фроима Ойербаха. В 1964 году вышла книга Зморы «Нашим баТанах веХиштакфутан баАгада, беШир, беСипур, беМаса увеМехкар» (Женщины Библии: легенды, поэмы, истории, эссе). Под научной редакцией Зморы вышло полное собрание сочинений средневекового еврейского поэта Иегуды Галеви.

## Книги
- אנשי שם מתלוצצים, סודר ולוקט על ידי י. זה — Тель-Авив, 1930.
- אברהם שלונסקי — Тель-Авив, 1937.
- שני מספרים : חיים הזז, יעקב הורוביץ — Тель-Аяия, 1940.
- ספרות על פרשת דורות עם אחרית דבר ומפתח השמות — Тель-Авив, 1950.
- המספר קו לקו, אורי ניסן גנסין, פסיפס של הבאות, ניתוחים והערכות — Тель-Авив, 1951.
- נביאים אחרונים, מסות — Тель-Авив, 1953.
- עיונים בספרות העמים — Тель-Авив, 1960.
- ארשת , שירים ותרגומי שירים — Тель-Авив, 1965.
- ל’ סוניטות דברי הערכה של סופרים וספרים — Тель-Авив, 1973.
- חמש מגילות, מסות — Тель-Авив, 1973.